# Yaacov Zilberman

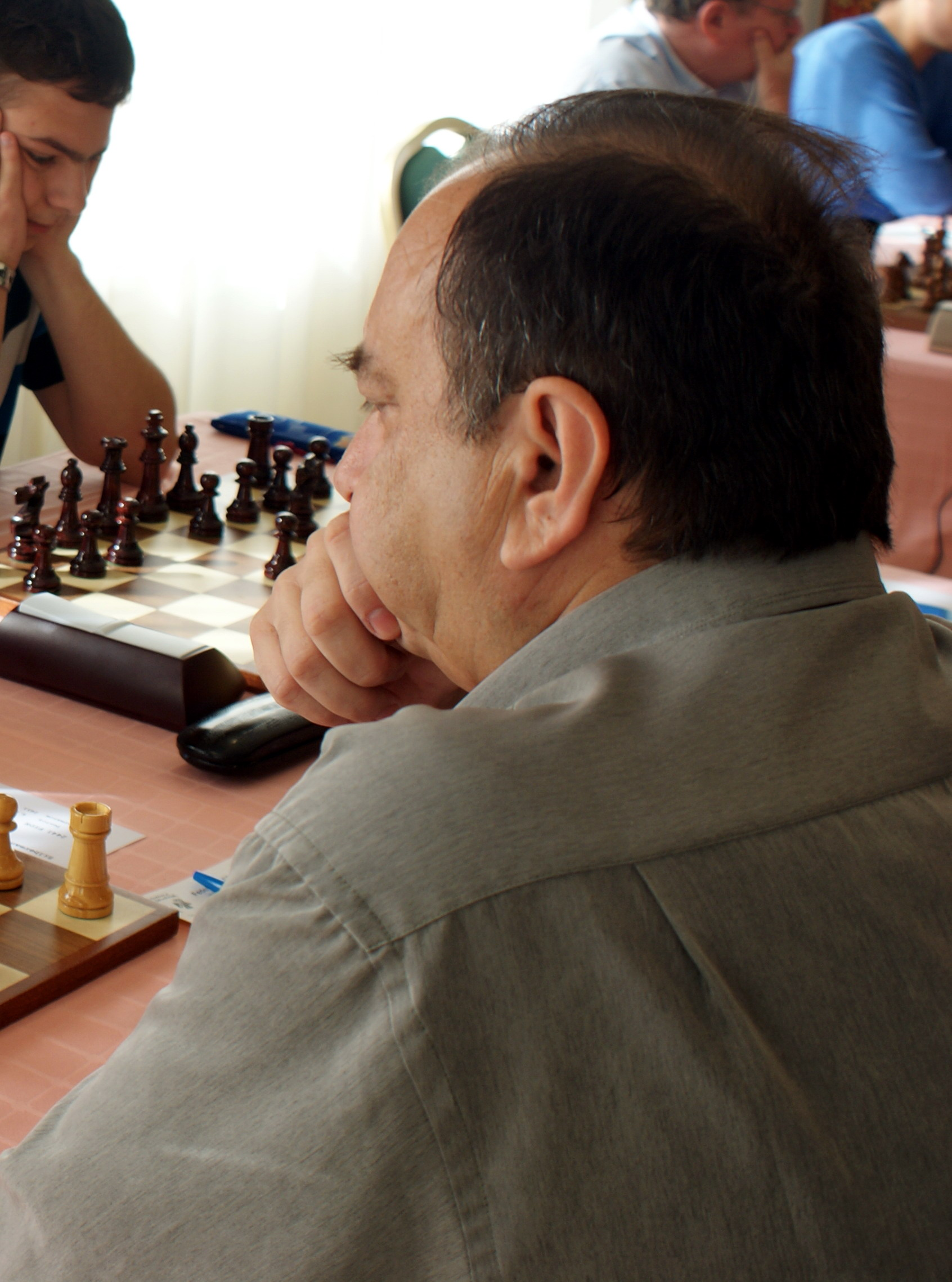
Yaacov Zilberman, Erts 2010

Yaacov Zilberman (Hebreeuws: יעקב זילברמן, Russisch: Яков Абрамович Зильберман, Jakov Abramovitsj Zilberman) (Nur-Sultan, 26 mei 1954) is een Israëlisch schaker uit de voormalige Sovjet-Unie. Hij is sinds 1998 een grootmeester (GM).
In 1998 werd hij in Havanna op het Capablanca Memorial gedeeld eerste met GM Robert Hübner en GM Iván Morovic.
In 2017 nam hij deel aan de Maccabiade.

## Schaakteams
Hij speelde in 1992 voor Israël, aan het tweede reservebord, bij de 30e Schaakolympiade in Manilla (+1 =2 –1).
In 2017 werd hij met het Israëlische team, spelend aan bord 4, vierde op de Wereldkampioenschappen voor seniorenteams.
Drie keer speelde hij met een Israëlische vereniging in het toernooi om de European Club Cup, in 1992 met Hapoel Tel-Aviv (waarmee de halve finale bereikt werd), in 1997 en 2001 met Herzliya Chess Club.